# V Regió Militar
La V Regió Militar també coneguda com a Capitania General d'Aragó, correspon a una subdivisió històrica del territori espanyol des del punt de vista militar quant a l'assignació de recursos humans i materials amb vista a la defensa.

## Jurisdicció territorial
Originàriament, la seva jurisdicció quedava compresa a les tres províncies aragoneses: Saragossa, Osca i Terol. Des de 1960, a més, també va incloure les províncies de Guadalajara i Soria. D'altra banda, la seu de la Capitania General es trobava en Saragossa, que fet i fet era la capital regional i una important ciutat.
La Regió Militar respon ja a un model de defensa territorial històric lloc que des de 2002 les Forces Armades espanyoles s'organitzen en unitats tàctiques en funció de les comeses i missions assignades.

## Història

### Primers temps

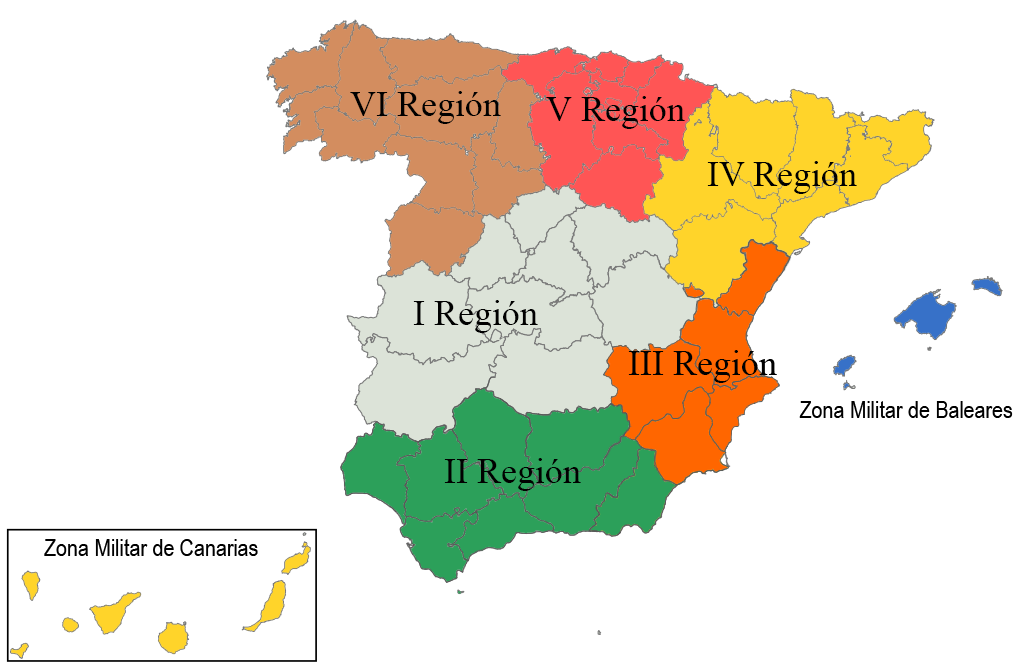
Mapa amb les Regions Militars Espanyoles

La divisió d'Espanya en Capitanies Generals data de 1705, quan es van ajustar als antics regnes que constituïen la Monarquia Hispànica. Es tractaven de tretze regions: Andalusia, Aragó, Burgos, Canàries, Castella la Vella, Catalunya, Extremadura, Galícia, Costa de Granada, Guipúscoa, Mallorca, Navarra i València. En 1898 es va tornar a dividir el territori peninsular en set noves Regions Militars, alhora que es van constituir les Comandàncies Generals de Balears, Canàries, Ceuta i Melilla.

### Segle XX
Després de la proclamació de la Segona República en 1931, un decret governamental va dissoldre les regions militars i les va substituir per les Divisions Orgàniques. En juliol de 1936, el cap de la V Divisió Orgánica era el general de brigada Miguel Cabanellas Ferrer. La Regió Militar aragonesa fou restablida el 3 d'abril de 1938, que en base recuperava les funcions i competències de la desapareguda V Divisió Orgánica. El seu primer cap fou el general governador militar de Saragossa, Francisco Rañoy Carvajal.

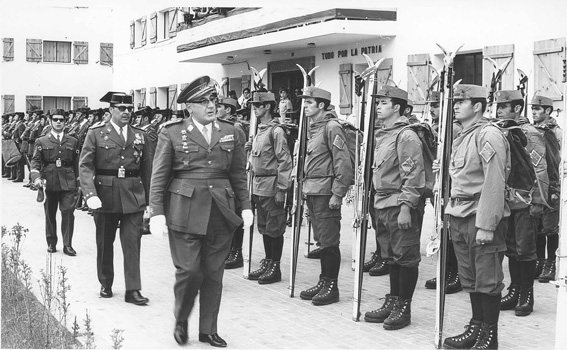
Desfilada d'esquiadors a Jaca, any 1973.

Aquesta restauració de competències es feia després de l'enfonsament republicà del Front d'Aragó feia escassament un mes, amb el començament de l'Ofensiva franquista d'Aragó. Al juliol de 1939, després de finalitzar la Guerra Civil Espanyola, a la V Regió es va assignar el V Cos d'Exèrcit amb dues divisions: la 51a (Saragossa) i la 52a (Jaca). Pel Decret de l'11 de febrer de 1960 les províncies de Guadalajara i Sòria van passar a estar sota jurisdicció de la V Regió.
Durant el fallit Cop d'estat del 23-F la Capitania General de Saragossa, sota el comandament del Tinent general Elícegui Prieto, va adquirir una importància especial perquè aquest dia s'hi trobaven diverses unitats de la Divisió Cuirassada Brunete realitzant pràctiques de tir. Atès que en la Divisió cuirassada hi havia un important nucli d'oficials conspiradors es tenia un gran temor a possibles complicacions a la zona. No obstant això, durant el 23-F la regió militar va romandre en total calma.
Després de l'arribada al poder de Felipe González, va tenir lloc una profunda reestructuració de les Forces Armades d'Espanya i, transcorreguts els anys, la Regió Militar desaparegué amb caràcter general amb el Reial decret de 6 de setembre de 2002 en el marc d'una nova reorganització de les forces de l'Exèrcit de Terra.